# Jay Miner
Jay Miner (ur. 31 maja 1932, zm. 20 czerwca 1994) – projektant multimedialnych procesorów, założyciel przedsiębiorstwa Amiga, określany mianem „ojca Amigi” przez użytkowników tego komputera.
Pod koniec lat 70. pracował w przedsiębiorstwie Atari, dla którego stworzył między innymi układ TIA (Television Interface Adaptor), zastosowany w konsoli Atari 2600. Niezadowolony ze współpracy z zarządem, odszedł wraz z grupą współpracowników i założył własną działalność gospodarczą pod firmą Hi-Toro, która później przemianowana została na Amiga (jak głosi anegdota, nazwa przedsiębiorstwa zmieniona została po to, aby w spisie alfabetycznym znalazła się przed Atari).
Miner wraz ze współpracownikami rozpoczął prace nad opartą na procesorze Motorola 68000 konsolą do gier Lorraine, która ostatecznie miała stać się w pełni funkcjonalnym komputerem. Stając w obliczu braku funduszy na dalsze działanie, Amiga zmuszona była poszukać wsparcia finansowego. Przejęciem przedsiębiorstwa zainteresowane były zasadniczo dwa przedsiębiorstwa: Atari oraz Commodore. Ostatecznie zwyciężyło Commodore, wykupując przedsiębiorstwo wraz z projektem Lorraine. Umożliwiło to kontynuowanie prac, których zwieńczeniem był pierwszy model komputera Amiga, oznaczony później symbolem 1000.
Dobra passa nie trwała jednak długo – gdy zmienił się zarząd Commodore, projekt Amigi został zmarginalizowany i z czasem wszyscy pracownicy, którzy ją stworzyli, zostali zwolnieni. Jay Miner pozostał jednak konsultantem Commodore aż do bankructwa przedsiębiorstwa, ogłoszonego 29 kwietnia 1994 roku. Zmarł niespełna dwa miesiące później w wyniku powikłań po chorobie nerek, przeżywszy 62 lata.